# 上廣榮治
上廣 榮治（うえひろ えいじ 1937年（昭和12年）6月6日 - 2019年（令和元年）1月11日）は、日本の社会運動家。実践倫理宏正会名誉会長。上廣倫理財団会長。
中央大学法学部法律学科卒業。熊本県出身。旭日重光章を受章。実践倫理宏正会を創設した上廣哲彦の長男。

## 経歴
1937年6月6日、広島県生まれ。または、熊本県生まれ。広島県広島市で育ち、戦後の1949年頃に東京都吉祥寺に転居。
1960年3月、中央大学法学部法律学科を卒業し、同年4月社団法人実践倫理宏正会の団体職員になる。その後、著述活動を開始し「倫理宏正」誌と「青年と倫理」誌に毎月倫理啓蒙思想を掲載する。また、団体の青年部長などを歴任。
1961年5月、社団法人実践倫理宏正会の理事職を受命。1965年5月、社団法人実践倫理宏正会の常務理事に就任。実践倫理宏正会の創設者であった上廣哲彦が1972年10月6日に死去したため、翌日の10月7日に同団体のの臨時理事会の合議にて、二代目の会長に就任した。
1974年5月、初の著作書「継踵（けいしょう）」刊行。以後合計23冊の倫理啓蒙書を著す。1987年4月、倫理の教育とその研究の振興を目的とする上廣倫理財団を設立し、会長に就任。この財団は、2013年7月に公益認定を受け、公益財団法人となった
1992年11月、カーネギー倫理財団の終身名誉評議員に就任。1993年5月、藍綬褒章を受章するも、一時受け取りを辞退していた。2006年11月、オックスフォード大学 名誉評議員。
2016年5月、最後の著書となる23冊目の「続・倫風随想」を発表。その直後に会長退任の意向を表明した。
同年6月、79歳を期に一般社団法人実践倫理宏正会の会長職を退き、名誉会長に就任した。
（会長職には長男で一般社団法人実践倫理宏正会理事の上廣哲治が就任した。）
同年11月、文科省関連の旭日章で最高位となる旭日重光章を受章、社会教育分野では初の受賞であった。
2019年1月11日、死去。本人の意向で、家族で葬儀をすまし、後日2月26日に「実践倫理宏正会名誉会長 お別れの会」がホテルグランドパレスの2階ダイヤモンドルームで挙行された。
（以上、プロフィール記事から）

## 著書
- 『継踵 けいしょう - 今日より未来への道を践む』実践倫理宏正会出版部（後の 倫友出版）1974年5月3日
- 『あなたの実践倫理』1974年11月
- 『実践倫理の正しさ』1975年5月3日
- 『すばらしい家族』1976年5月3日
- 『倫理がひらく君たちの未来 ジュニアのための実践倫理』1977年1月
- 『志に生きる（上廣榮治　倫話集）』1979年5月3日
- 『わたしたちの使命』1980年10月（絶版）
- 『立國への道標』1981年5月3日
- 『家庭教育の原点』1984年5月
- 『家庭倫理読本』1986年5月
- 『社会倫理読本』1989年11月
- 『倫理実践の時代』1991年5月
- 『共生の倫理』1996年1月
- 『こころの泉（箴言集）』1996年5月3日
- 『定本 朝の誓』1998年3月
- 『ジュニア版朝の誓』1999年10月
- 『倫理が築く21世紀』2001年5月
- 『教育新興』2004年1月
- 『必携 普及の実践』2006年1月（絶版）
- 『倫風随想』2006年5月
- 『実践倫理講座（天の巻）大自然の摂理の下で』2008年11月
- 『実践倫理講座（地の巻）より善い社会へ』2009年6月
- 『実践倫理講座（人の巻）人生を輝かす』2010年11月
- 『続・倫風随想』2016年5月3日

- 『こころのヒント 上巻』2020年1月11日、倫友出版
- 『こころのヒント 下巻』2020年6月6日、倫友出版

生前「安芸倫雄（あき みちお）」のペンネームで執筆し、月刊誌「清流」に25年間(?1993年 - 2018年)連載されていたエッセイの選集。